# Chrášťany (okres Benešov)
Chrášťany (Duits: Chrastan of Chrastan bei Benneschau) is een Tsjechische gemeente in de regio Midden-Bohemen en maakt deel uit van het district Benešov. Het dorp ligt op 8 kilometer afstand van de stad Benešov.
Chrášťany telt 255 inwoners (2024).

## Geografie
De gemeente bestaat uit de volgende plaatsen:
- Chrášťany;
- Benice;
- Černíkovice;
- Soběšovice.

## Geschiedenis
De eerste schriftelijke vermelding van Chrášťany dateert van 1318.
Tijdens de Tweede Wereldoorlog maakte Chrášťany deel uit van het militaire oefenterrein van de SS Benešov. De inwoners moesten op 1 april 1943 noodgedwongen verhuizen en konden pas na de oorlog weer terugkeren. In 1949 werd Chrášťany ingedeeld bij het district Benešov.

## Verkeer en vervoer

### Autowegen
Er loopt een regionale weg naar het dorp. 

### Spoorlijnen
Er is geen station in Chrášťany. Het dichtstbijzijnde station is in Benešov, op zo'n acht kilometer afstand.

### Buslijnen
Er zijn drie bushaltes in de gemeente:
| Halte                 | Lijn    | Traject                                              | Vervoerder                |
| --------------------- | ------- | ---------------------------------------------------- | ------------------------- |
| Chrášťany, Chrášťany  | 438     | Hradištko - Netvořice (- Benešov)                    | CŠAD Benešov              |
| Chrášťany, Benice     | 438     | Hradištko - Netvořice (- Benešov)                    | CŠAD Benešov              |
| Chrášťany, Soběšovice | 438 753 | Hradištko - Netvořice (- Benešov) Neveklov - Benešov | CŠAD Benešov CŠAD Benešov |

### Wandelroutes
De groene route Neštětice - Týnec nad Sázavou en blauwe route Chrášt'any - Dunávice - Netvořice lopen door het dorp.

## Bezienswaardigheden
- Kapel van de Maagd Maria

## Galerij

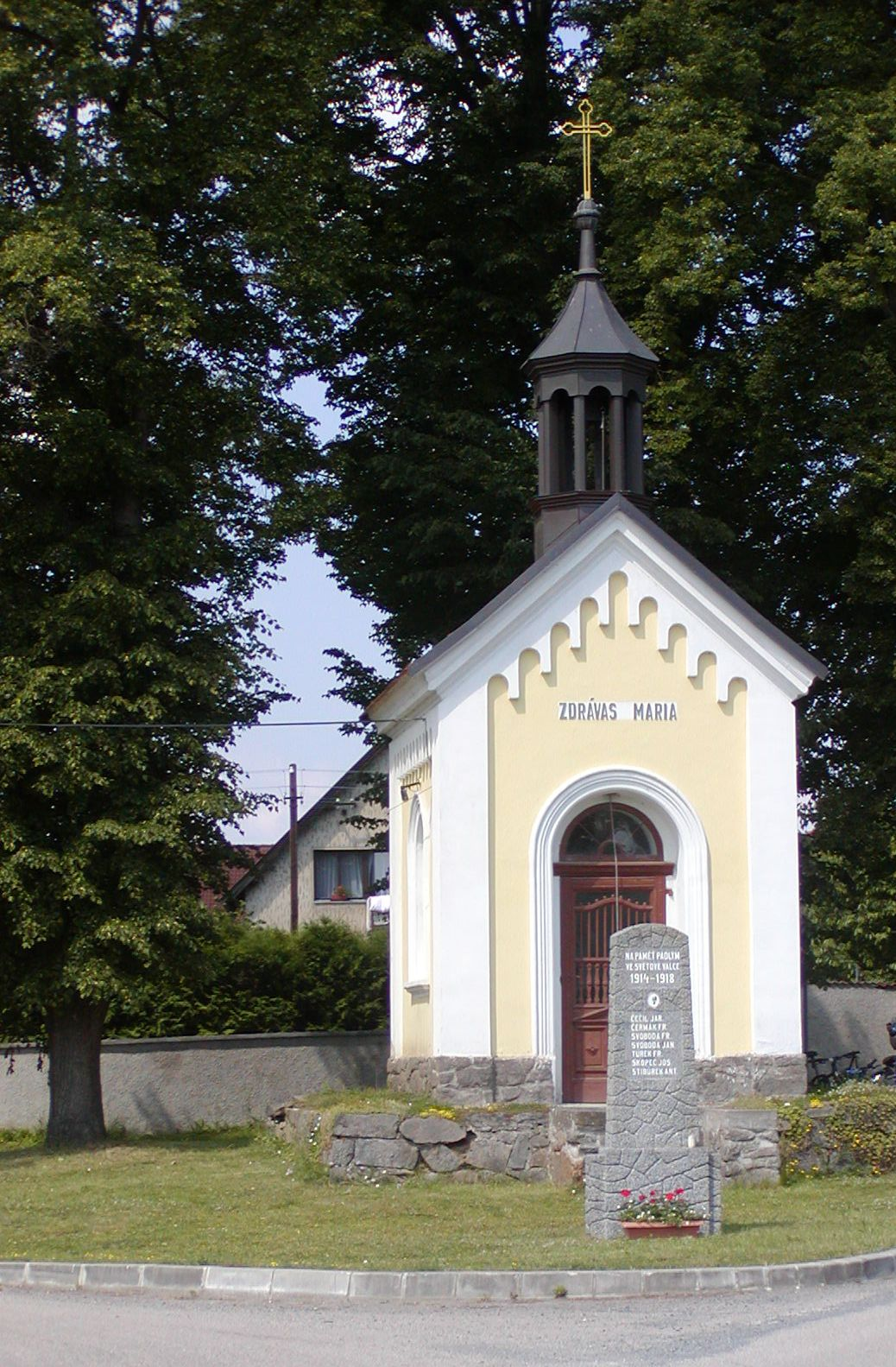
Kapel van de Maagd Maria (2011)
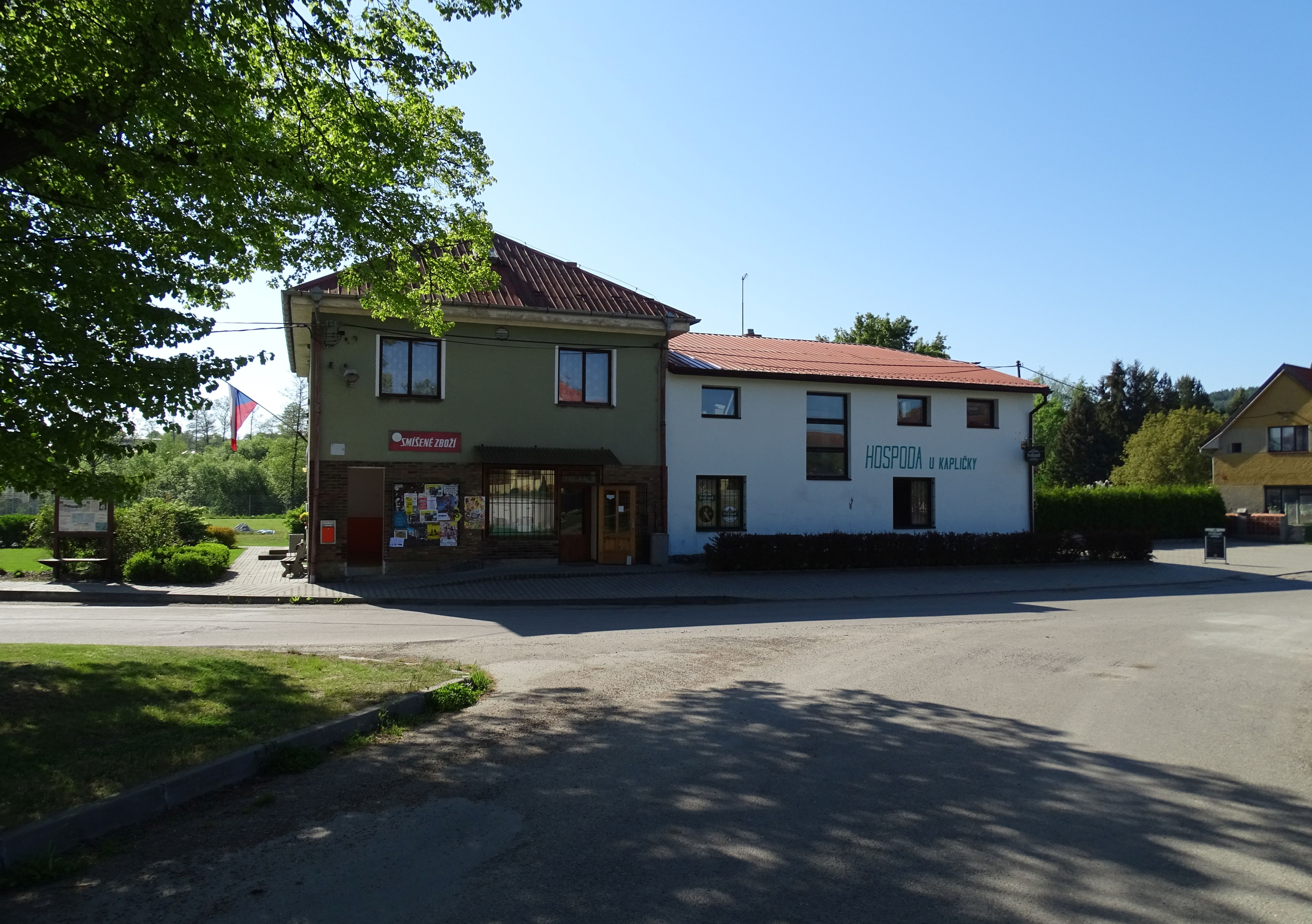
Winkel en café (2015)
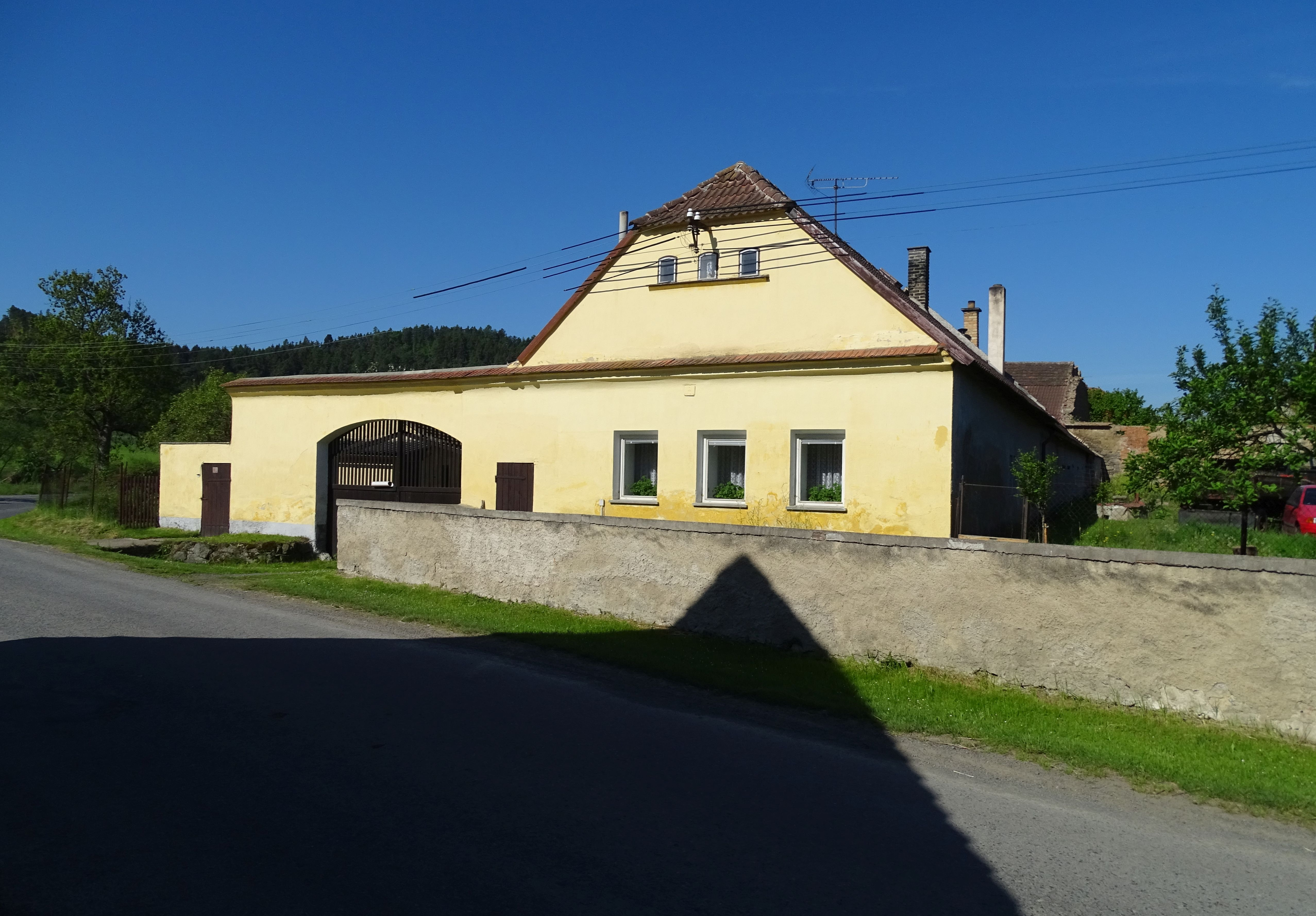
Huis in het dorp (2015)
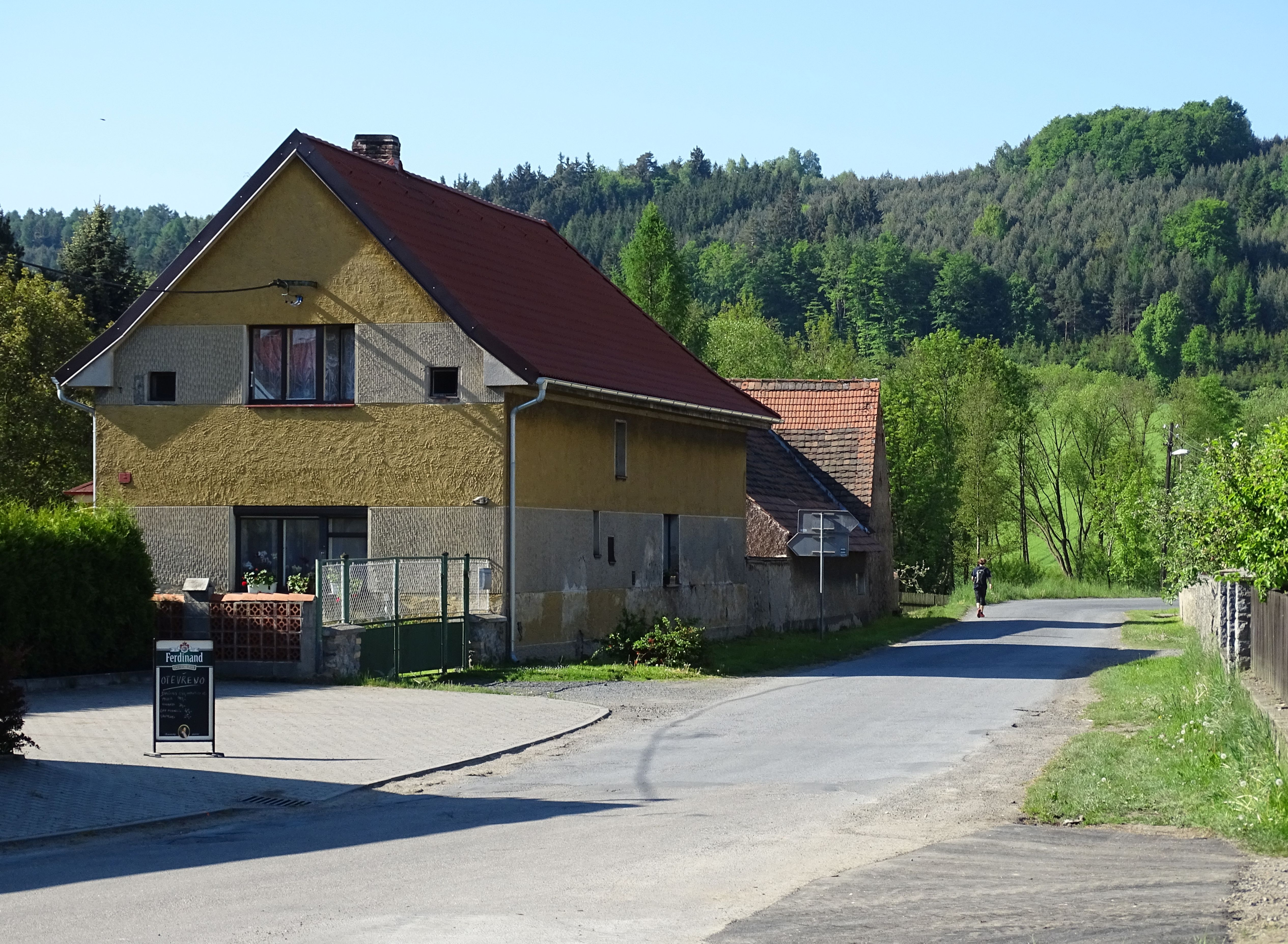
Huis in het dorp (2015)
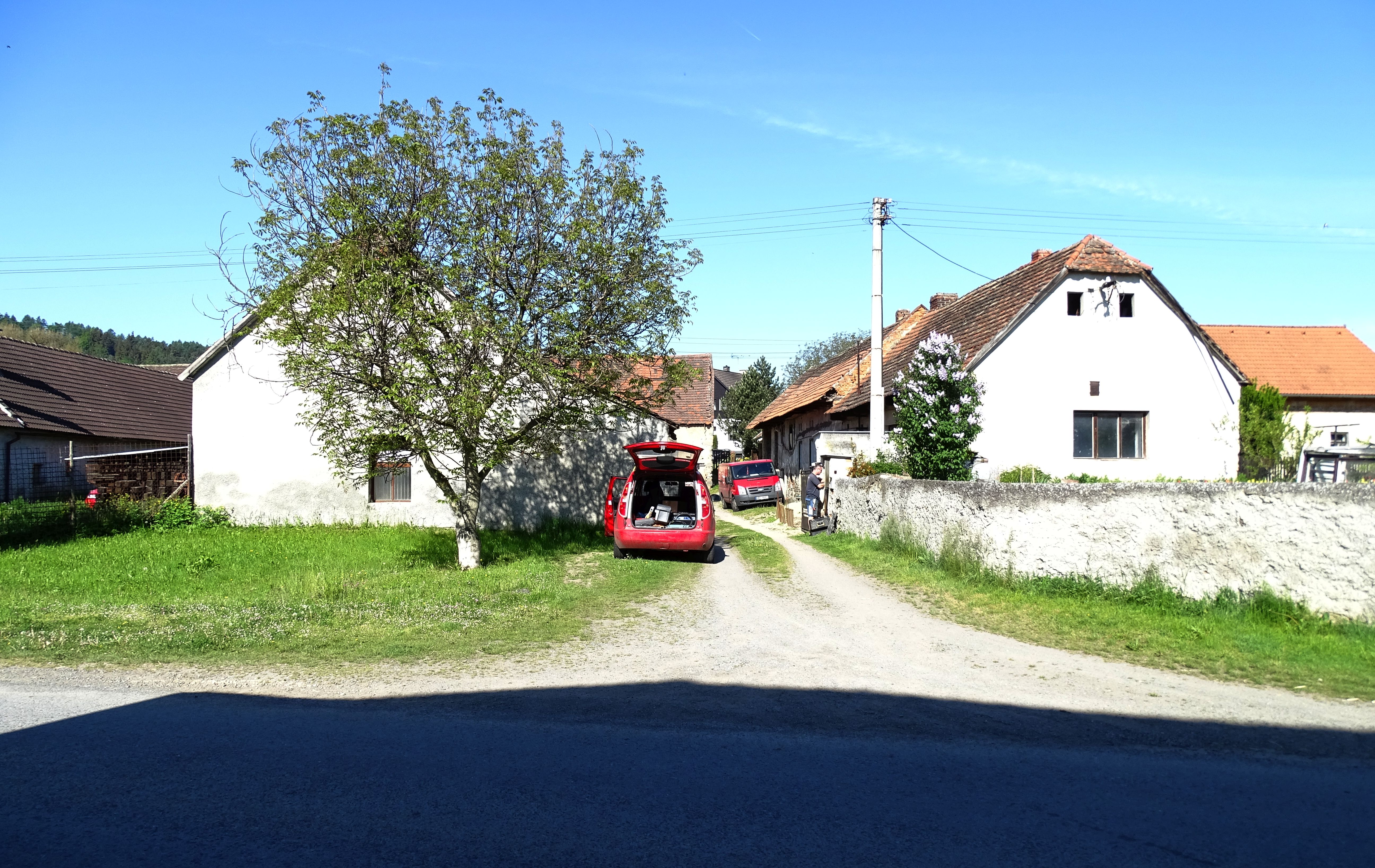
Huizen in het dorp (2015)